# Conondale Range
Conondale Range är en bergskedja i Australien. Den ligger i delstaten Queensland, omkring 82 kilometer nordväst om delstatshuvudstaden Brisbane.
I omgivningarna runt Conondale Range växer i huvudsak städsegrön lövskog. Runt Conondale Range är det glesbefolkat, med 10 invånare per kvadratkilometer. Genomsnittlig årsnederbörd är 1 446 millimeter. Den regnigaste månaden är januari, med i genomsnitt 281 mm nederbörd, och den torraste är september, med 33 mm nederbörd.